# Roberto Cardoso de Oliveira
Roberto Cardoso de Oliveira (São Paulo, 11 de julho de 1928 — Brasília, 21 de julho de 2006) foi um antropólogo brasileiro.

## Biografia
Roberto Cardoso de Oliveira nasceu na cidade de São Paulo em 11 de julho de 1928, filho do produtor de café Jahyr Cardoso de Oliveira e Marina Mattos Cardoso de Oliveira. Formou-se em filosofia na Universidade de São Paulo em 1953. Ainda durante a graduação casou-se com Gilda Cardoso, irmã de Fernando Henrique Cardoso, também estudante da universidade.
Roberto Cardoso tem uma vasta gama de aspectos nos quais tenha se destacado. Elenca-se entre eles especialmente quatro:
1. sua contribuição para a etnologia e na defesa do indígena;
2. a criação de um novo aparato teórico para compreensão de novos problemas das ciências sociais;
3. papel importante na criação e fortalecimento da antropologia como disciplina no Brasil;
4. na epistemologia da antropologia e nas discussões sobre o “fazer” antropológico.

Como estudante de filosofia  no começo da década de 1950, Roberto Cardoso recebeu forte influência do pensamento francês através de professores tendo como característica marcante o racionalismo que, nas palavras do próprio Roberto Cardoso “nunca cessou no meu horizonte intelectual (CORRÊA, 1991). Foi aluno também de Florestan Fernandes e Lívio Teixeira. E já durante a graduação envolveu-se com o conhecimento das ciências sociais especialmente sob a influência de Florestan Fernandes, com quem posteriormente faria seu doutorado (1962-1966).
Logo após formar-se em bacharelado e licenciatura em filosofia Roberto Cardoso participou de uma conferência organizada por Darcy Ribeiro chamada “A situação do índio brasileiro”. Ali ficou amigo de Darcy, então o antropólogo de maior reputação no Brasil, e foi convidado por ele para trabalhar no “Serviço de Proteção ao Índio” (SPI) no Rio de Janeiro. Em 1954, ao lado de Eduardo Galvão, ele foi admitido como antropólogo no Museu do Índio criado pelo Serviço de Proteção ao Índio. Assim ele muda seu direcionamento intelectual para a antropologia, e assim de acordo com ele “minha entrada na profissão foi por acaso” (CORRÊA, 1991).
Trabalhando sob a tutelagem de Eduardo Galvão e Darcy Ribeiro (ambos mais voltados para o culturalismo americano), passou a maior parte dos anos de 1954 e 1955 construindo seu próprio caminho de leituras, baseados principalmente em torno da antropologia social inglesa (CORRÊA, 1991), e recebendo das discussões ali uma imagem das populações indígenas brasileiras.
Em julho de 1955 Roberto Cardoso conduziu sua primeira experiência de campo entre os Terêna, grupo indígena localizado no estado do Mato Grosso do Sul. Sua pesquisa focava a assimilação dos Terêna na sociedade nacional brasileira e, em 1960, publicou seu primeiro livro com os resultados desta: “O processo de assimilação dos Terêna”.
Em 1958, Roberto Cardoso de Oliveira demitiu-se do Serviço de Proteção ao Índio, logo após Darcy Ribeiro e Eduardo Galvão fazerem o mesmo (RUBIM, 1996). É convidado então por Luís de Castro Faria para ingressar no Museu Nacional. Lá seu objetivo foi criar no Rio de Janeiro um sistema de trabalho com dedicação exclusiva ao ensino e pesquisa e assim dar continuidade ao projeto iniciado por Darcy Ribeiro de criar quadros para a antropologia, organizando cursos de especialização lato senso na área de Antropologia Social (RUBIM, 1996).
Os cursos de especialização começaram a funcionar em 1960 e entre sua primeira turma encontram-se nomes que se tornariam conhecidos na antropologia: Roberto DaMatta, Alcida Rita Ramos, Roque de Barros Laraia e Edison Diniz. Entre estes cursos de especialização e início do programa de mestrado strito senso em 1968, Roberto Cardoso fez seu doutorado em sociologia na USP e coordenou dois projetos “Áreas de Fricção Interétnica no Brasil” e “Estudo Comparativo da Organização Social dos Índios do Brasil. Posteriormente os projetos “Estudo do ‘Colonialismo Interno’ no Brasil” (tendo como professor assistente Otávio Velho) e “Estrutura e Dinâmica dos Sistemas Interétnicos” (Castro Faria, in CORRÊA & LARAIA, 1992). Marcando assim, cada vez mais sua independência de pensamento.
O doutorado (1962-1966) sob a orientação de Florestan Fernandes estudou a organização e o tribalismo dos Terêna com o título “A integração dos Terêna numa sociedade de classes”, é nas palavras do próprio Roberto Cardoso um “tipo de sabor florestânico, ele estava estudando na época a integração do negro na sociedade de classe (...) eu e o Florestan tínhamos uma identidade muito grande de como conceber a antropologia (...) naturalmente eu via a situação do índio através das relações sociais e quando depois escrevo O Índio no Mundo dos Brancos também estou privilegiando as relações sociais com a noção de fricção interétnica.” (RUBIM, 1996). Para esta pesquisa ele faz nova visita aos Terêna, agora focando mais o processo de urbanização destes.
Em 1962 começa projeto de larga escala junto com vários de seus alunos em que desenvolveu a noção de “áreas de fricção interétnica” que se tornaria conhecida como uma de suas maiores contribuições teóricas para a antropologia. Forjado na experiência do Serviço de Proteção ao Índio que trazia sempre histórias de conflitos e brigas, Roberto Cardoso ao contrário do funcionalismo inglês (social change) e o culturalismo americano (acculturation) que traziam a tona somente o equilíbrio e o consenso, mostra a relação até então ignorada entre os grupos indígenas e as sociedades nacionais. Relação esta, nas palavras de Roberto Cardoso de “competição e conflito gerando um sistema social sincrético marcado pela contradição dos seus termos, isto é, entre grupos étnicos dialeticamente unificados” (CORRÊA, 1991), esta noção, portanto evidenciava aspectos até então relegados.
Baseando-se fortemente no estruturalismo de Levi-Strauss (mas tencionando este com o marxismo de Florestan) sua interpretação trouxe a tona o conflito de um ponto de vista estrutural, e desse modo Roberto Cardoso teve grande importância em colocar em voga na antropologia brasileira as idéias de Levi-Strauss.
Na criação do programa de pós-graduação em antropologia social do Museu Nacional, iniciado por ele em 1968, imprimiu uma visão muito marcada pelas diversas influências que teve, no entanto a base na qual assentava seus ensinamentos era seu trabalho acadêmico empírico. (RUBIM, 1996)
No início de 1970 se desentendeu com a direção do Museu Nacional e se demitiu da chefia da divisão de antropologia, permanecendo somente como coordenador do programa de pós-graduação em antropologia (RUBIM, 1996). Em 1971 Roberto Cardoso recebeu uma bolsa de pesquisa pós-doutorado na Universidade de Harvard. Neste período mudou seu foco de pesquisa para identidade étnica, elaborando uma versão estruturalista do que até então era mais visto como psicologismo individual. Desta pesquisa nasce o livro “Identidade, Etnia e Estrutura Social” (1978).
No primeiro semestre de 1972, depois de voltar dos Estados Unidos a convite de Roque de Barros Laraia, seguiu para a Universidade de Brasília (UNB), com o intuito de lá criar um programa de pós-graduação em antropologia social. Permanece na UNB por 14 anos cumprindo esta missão a que se propôs – Programa de Mestrado em 1972 e o doutorado em 1981. A mão de Roberto Cardoso foi sentida também neste programa, que se voltou principalmente para a etnologia, produzindo na década de 1970 80% do total nacional de teses e dissertações neste subárea (RUBIM, 1996).
Na UNB, inspirado no jornal francês Année sociologique ele fundou o “Anuário Antropológico” que tinha como meta representar trabalhos originais de antropólogos de fora das “áreas metropolitanas”. (CORRÊA, 1991)
Em 1985 ele se transfere para a Universidade Estadual de Campinas (Unicamp), para participar da formação do programa de doutorado em ciências sociais. Ali ele se debruça em questões epistemológicas da disciplina e na história da mesma. Promove pesquisas comparadas dos “estilos de antropologia” entre vários países dentre os não-metropolitanos, como Argentina e Israel. Faz a pesquisa tendo como objeto o conhecimento antropológico chamado “Itinerários Intelectuais” no qual ele examina a “matrix disciplinar da antropologia” (CORRÊA, 1991), desta pesquisa concretizam-se os livros: “Sobre o pensamento antropológico” (1988); “Interpretando a Antropologia de Rivers” (1991); “Razão e Afetividade: O Pensamento de Lucien Lévy-Bruhl” (1991).
Em 1991 é agraciado com o Prêmio Anísio Teixeira e aposenta-se formalmente, mas continua com seus trabalhos, pesquisas e orientações, permanecendo na Unicamp na condição de Professor Emérito até 1997. A partir de 1995 volta a UNB como professor visitante, dividindo-se entre duas instituições até 1997 quando finalmente se fixa na UNB.
Seu subseqüente trabalho sobre a epistemologia da antropologia “O trabalho do antropólogo” (1999) Roberto Cardoso discute o “fazer” antropológico, como o conhecimento trazido pela disciplina é produzido não somente no momento da pesquisa de campo, mas também no momento da escrita, no ato de escrever o que ele chama de “textualização da cultura”. Seu trabalho epistemológico tardio teve influências de Jürgen Habermas nas discussões da antropologia como ciência, focando principalmente na ações teóricas e na prática.
Em 2006 reiniciou a pesquisa sobre Marcel Mauss no Maison des Sciences de l'Homme como já havia feito em 1976 (o que tinha dado origem ao livro organizado por Florestan Fernandes na época). A isso somava-se um trabalho comparativo de regiões de fronteira na América Latina nos temas de identidade, etnicidade e nacionalidade entre grupos indígenas e não-indígenas.
Morreu em julho de 2006 - 10 dias depois de completar 78 anos.

## Contribuição teórica
Roberto Cardoso portanto, como indigenista e etnólogo iniciou sua carreira na antropologia, teve papel importante especialmente como coordenador de grupos de pesquisa em que ele e seus alunos se dividiam no estudo de diversos grupos concomitantemente.
Com uma carreira que se estende por quase cinquenta anos é considerado por muitos um dos fundadores da antropologia moderna no Brasil, tendo papel imenso na transição entre a fase da antropologia feita por uma série de indivíduos para uma fase de grande profissionalismo (CORRÊA, 1991). Ele participou da criação de nada menos que dois programas de pós-graduação em antropologia no Brasil, o do Museu Nacional (1960–1972) e o da Universidade de Brasília (1972–1984) e o programa de doutorado em ciências sociais da UNICAMP (1985–1994). Foi o antropólogo brasileiro que mais orientou dissertações e teses em antropologia nos anos 1970 e 1980.
Sua contribuição teórica para a disciplina tem tido um perdurado impacto na disciplina no Brasil, tanto com a criação de novos conceitos para novos campos de trabalho como o de “fricção interétnica”, com o qual ficou mais conhecido, quanto que, posteriormente, no tratamento dos problemas epistemológicos da disciplina, e ainda, depois de aposentado nos problemas éticos e sobre o próprio trabalho antropológico.

## Pesquisas de campo
- Índios Terêna: 1955 (cinco meses); 1957 (dois meses); 1958 (dois meses); 1960 (dois meses).
- Índios Tapiraré: 1957 (dois meses).
- Índios Tukuna: 1959 (dois meses); 1962 (três meses); 1975 (um mês).
- Índios Tarascos (México): 1973 (três meses).

## Cargos de destaque exercidos
- Na UNB entre 1972 e 1985 foi chefe de departamento e diretor do Instituto de Ciências Humanas por duas vezes. Criou o curso de pós-graduação em  antropologia social (mestrado e doutorado) em 1972.
- Presidente da ALA (Asociación Latinoamericana de Antropología) de 1993 a 1997.
- Foi vice-presidente da IUAES (International Union Of Anthropological And Ethnological Sciences) entre 1988 e 1993.
- Coordenador de curso de Doutorado em Ciências Sociais da Unicamp entre 1986 e 1987.
- Presidente da ABA (Associação Brasileira de Antropologia) entre 1984 e 1986. Foi também eleito para a primeira diretoria da ABA em 1955.
- Vice-presidente do CIPSH (Conseil International de La Philosophie Et Des Sciences Humaines, órgão da UNESCO) entre 1978 e 1979.
- Membro Fundador em 1977 da ANPOCS (Associação Nacional de Pós-Graduação e Pesquisa em Ciências Sociais).
- Diretor da Divisão de Antropologia e criador do curso de pós-graduação em antropologia social no Museu Nacional entre 1968 e 1972.

## Honrarias
- 2003 Doutor Honoris Causa, Universidade de Brasília.
- 2003 Medalha Roquete-Pinto de Contribuição à Antropologia Brasileira, Associação Brasileira de Antropologia / ABA.
- 2001 Comendador da Ordem de Rio Branco, Ministério das Relações Exteriores (Itamaraty).
- 2000 Membro Titular da Academia Brasileira de Ciências.
- 1998 Gran Cruz da Ordem Nacional do Mérito Científico (por promoção da classe de Comendador), Ministério da Ciência e Tecnologia.
- 1997 Placa de Agradecimento pela Notável Contribuição à Pesquisa Científica, Museu Paraense Emilio Goeldi (Seminário Eduardo Galvão).
- 1997 Professor Emérito do Instituto de Filosofia e Ciências Humanas, UNICAMP.
- 1997 Premio Internazionale di Studi Etnoantropologici Pitrè Salomone Marino Sigillo d'Oro, Centro Internazionale di Etnostoria - Palermo/Itália.
- 1995 Comendador da Ordem Nacional do Mérito Científico, Ministério da Ciência e Tecnologia.
- 1993 Medalha Comemorativa Estação Científica Ferreira Pena, Museo Paraense Emílio Goeldi em Caxiuanã.
- 1992 Colaborador Emérito do Museu Paraense Emílio Goeldi.
- 1991 Prêmio Anísio Teixeira, CAPES/MEC.
- 1989 Honorary Fellow, Royal Anthropological Institute of Great Britain and Ireland  (RAI).
- 1989 Doutor Honoris Causa, Universidade Federal do Rio de Janeiro (UFRJ).
- 1981 Medalha Comemorativa do XXX Aniversário do CNPq.
- 1979 International Award For The Promotion Of Human Understanding (Eaford/ Londres), International Organization For The Elimination Of All Forms Of Racial Discrimination.

## Principais livros publicados
Cronologicamente:
- “O Processo de Assimilação dos Terêna” Edição Museu Nacional, Série Livros I, Rio de Janeiro, 160 p.p., 1960.
- “O Índio no Mundo dos Brancos: a Situação dos Tukúna do Alto Solimões” Difusão Europeia do Livro, Coleção Corpo e Alma do Brasil, São Paulo, 143 p.p.,  1964.
- “Urbanização e Tribalismo” Zahar Editora, Rio de Janeiro, 237 p.p., 1968.
- “A Sociologia do Brasil Indígena” Edições Tempo Brasileiro, Rio de Janeiro, 149 p.p., 1972.
- Edição Mexicana de “Urbanizacion y Tribalismo” Ediciones Especiales nº 63 do Instituto Indigenista Interamericano, México, 1972.
- “Identidade, Etnia e Estrutura Social” Pioneira Editora, São Paulo, 118 p.p., 1978.
- “Marcel Mauss” Editora Ática, São Paulo, 296 p.p., 1979.
- “Enigmas e Soluções” Edições Tempo Brasileiro Ltda, 208 p.p., 1983.
- “W. H. R. Rivers” (Org.) Editora Ática, São Paulo, 1985.
- “Identidad y Etnicidad en America Latina” Nueva Imagm, México, 1985.
- “A crise do Indigenismo” Editora da Unicamp, Campinas, 96 p.p., 1988.
- “Sobre o Pensamento Antropológico” Edições Tempo Brasileiro/CNPq, Rio de Janeiro, 201 p.p., 1988.
- “A Antropologia de Rivers” Editora da Unicamp, Campinas, 1991
- “Razão e Afetividade: O pensamento de L. Lévy-Bruhl” Editora da Unicamp, Campinas, 182 p.p. 1991.
- “Estilos de Antropologia” com RUBEN, G. R. (Orgs.) Editora da Unicamp, Campinas. 213 p.p. 1995.
- “Ensaios Antropológicos sobre Moral e Ética” Edições Tempo Brasileiro, Rio de Janeiro. 188 p.p. 1996
- “O Trabalho do Antropólogo” Paralelo 15 Editora, Brasilia. 220 p.p. 1998.
- “Os Diários e suas Margens: Viagem aos Territórios Terêna e Tükúna”. Editora Universidade de Brasília, Brasília. 346 p.p. 2002.